# روبرت هنت (لاعب كريكت)
روبرت هنت (13 أبريل 1915 في المملكة المتحدة - 10 يناير 2010) (بالإنجليزية: Robert Hunt)‏ هو لاعب كريكت بريطاني (وحمل سابقاً جنسية المملكة المتحدة لبريطانيا العظمى وأيرلندا). لعب مع نادي مقاطعة ساسكس للكركيت ‏.